# Alika
Alika Milova (ur. 5 września 2002 w Narwie)  – estońska piosenkarka pochodzenia rosyjskiego.
Zwyciężczyni ósmej edycji programu Eesti otsib superstaari (2021). Reprezentantka Estonii w 67. Konkursie Piosenki Eurowizji (2023).

## Życiorys
Jest częścią rosyjskiej mniejszości w Estonii, za co była w dzieciństwie gnębiona przez rówieśników. Jej siostra, Valeria Milova, jest profesjonalną tancerką, oraz brałą udział w tureckich i irlandzkich wersjach formatu Dancing with the Stars. Swoją sławę zawdzięcza uczestnictwu w wielu konkursach i talent show w Estonii i za granicą od czasów dzieciństwa. Wzięła udział w programach takich jak m.in. Bałtycki głos, Nowaja wołna, Kaunas Talent, Bravo Song Contest oraz Berlin Perle. W 2021 roku wzięłą udział w estońskiej wersji programu Idol, Eesti otsib superstaari, w którym zwyciężyła, przez co podpisała kontrakt z wytwórnią Universal Music Group. 11 lutego 2023 roku zwyciężyła estońskie eliminacje do 67. Konkursu Piosenki Eurowizji Eesti Laul z piosenką „Bridges”, uzyskując tym samym prawo do reprezentowania Estonii w konkursie. W 2023 odebrała honorową odznakę miasta Narwa. 11 maja wystąpiła jako czwarta w kolejności w drugim półfinale konkursu i z dziesiątego miejsca zakwalifikowała się do finału, który został rozegrany 13 maja. Zajęła w nim 8. miejsce po zdobyciu 168 punktów, w tym 22 pkt od telewidzów (19. miejsce) i 146 pkt od jurorów (5. miejsce).

## Dyskografia

### Single
| Rok  | Tytuł           | Album |
| ---- | --------------- | ----- |
| 2021 | „Õnnenumber”    | –     |
| 2022 | „Bon Appetit”   | –     |
| 2022 | „C'est La Vie”  | –     |
| 2022 | „Bridges”       | –     |
| 2023 | „You”           | –     |
| 2023 | „Too Much”      | –     |
| 2023 | „Lihtsalt veab” | –     |